# Sakai (Osaka)
Sakai ou Sakay ou Sacai (堺市 -shi) é uma cidade localizada na província de Osaka, no Japão.  Em 2003, a cidade tinha uma população estimada em 792 497 habitantes e uma densidade populacional de 5 793,53 habitantes por quilómetro quadrado. Tem uma área total de 136,79 quilômetros quadrados.
Recebeu o estatuto de cidade a 1 de Abril de 1889. A cidade se destaca pelas grandes indústrias, tais como Sharp Corporation, Shimano, Sumitomo, Konica Minolta, dentre outras.
Também é reconhecida nacionalmente pela sua indústria de facas artesanais, bicos, quimonos e bicicletas. Na cidade, também encontra-se o maior mausoléu em área total do mundo, tendo sido feito em forma de uma fechadura.

## História
A área que seria conhecida por Sakai era habitada aproximadamente desde 8 mil AC.
Durante a Dinastia Yamato entre 300 e 500 DC, foi construído um túmulo Mozu kofungun a partir de cem sepulturas. O nome "Sakai" aparece na poseia de Fujiwara Sadoyori por volta de 1045.
Lendas dizem que mais de 10 mil casas foram incendiadas totalmente em 1399.
Sakai medieval foi uma cidade autónoma governada por mercadores. Durante o Período Muromachi e o Período Sengoku entre 1450 e 1600, Sakai tornou-se das cidades mais ricas do Japão devido à sua localização na boca do Rio Yamato para ligar o comércio estrangeiro e o interior da província de Yamato. Sakai era um produtor de têxteis e trabalhos em metal. O famoso pregador budista Zen Ikkyū escolheu morar em Sakai devido à sua atmosfera de liberdade..
O primeiro registo da cidade é datado dos anos 1480s e contém noticias sobre aspectos legais, o que sugere um concelho governativo. Em 1530 a população seria de 40 mil habitantes, governados por uma oligarquia de comerciantes, com dez divisões machi subordinadas aos homens mais ricos da cidade chamados de egoshu.
O grande mestre da Cerimónia do Chá Sen no Rikyū era originalmente um mercador de Sakai. Sakai era um dos centros principais da cerimónia do chá devido às ligações com o budismo Zen.
No Período Sengoku, diversos missionários cristãos visitaram Sakai, incluindo Francisco Xavier em 1550, Gaspar Vilela em 1561, documentando vários aspectos da cidade.
Com a chegada dos portugueses, Sakai passa a fabricar armas de fogo e o daimiô Oda Nobunaga passa a ser um importante cliente. Na sua ambição de reunificar o Japão tenta controlar a autonomia de Sakai, o que provoca uma guerra e a destruição parcial da cidade, bem como a fuga de muita gente. Depois da queda de Nobunaga em 1582, um dos seus capitães Toyotomi Hideyoshi tomou o poder e aboliu o sistema autónomo, forçando os mercadores a moverem-se para Osaka. Sakai became a prosperous city again under his reign.
Em 1615, Sakai ardeu totalmente.
Sakai ainda foi um importante posto de comércio durante o Período Edo mas apenas internamente devido à politica do governo Tokugawa chamada sakoku. No final desta era, os ocidentais desembarcaram novamente, mas ocorreram trágicos incidentes, com confrontos e mortes entre japoneses e franceses do barco Dupleix. Os japoneses achados culpados tiveram de cometer seppuku. Este incidente foi chamado de Sakai incident (堺事件, Sakai-jiken).
Nos tempos modernos, Sakai é uma cidade industrial com um grande porto, tendo sido fortemente bombardeada na parte oeste na Segunda Guerra Mundial.